# Ordinário da Missa

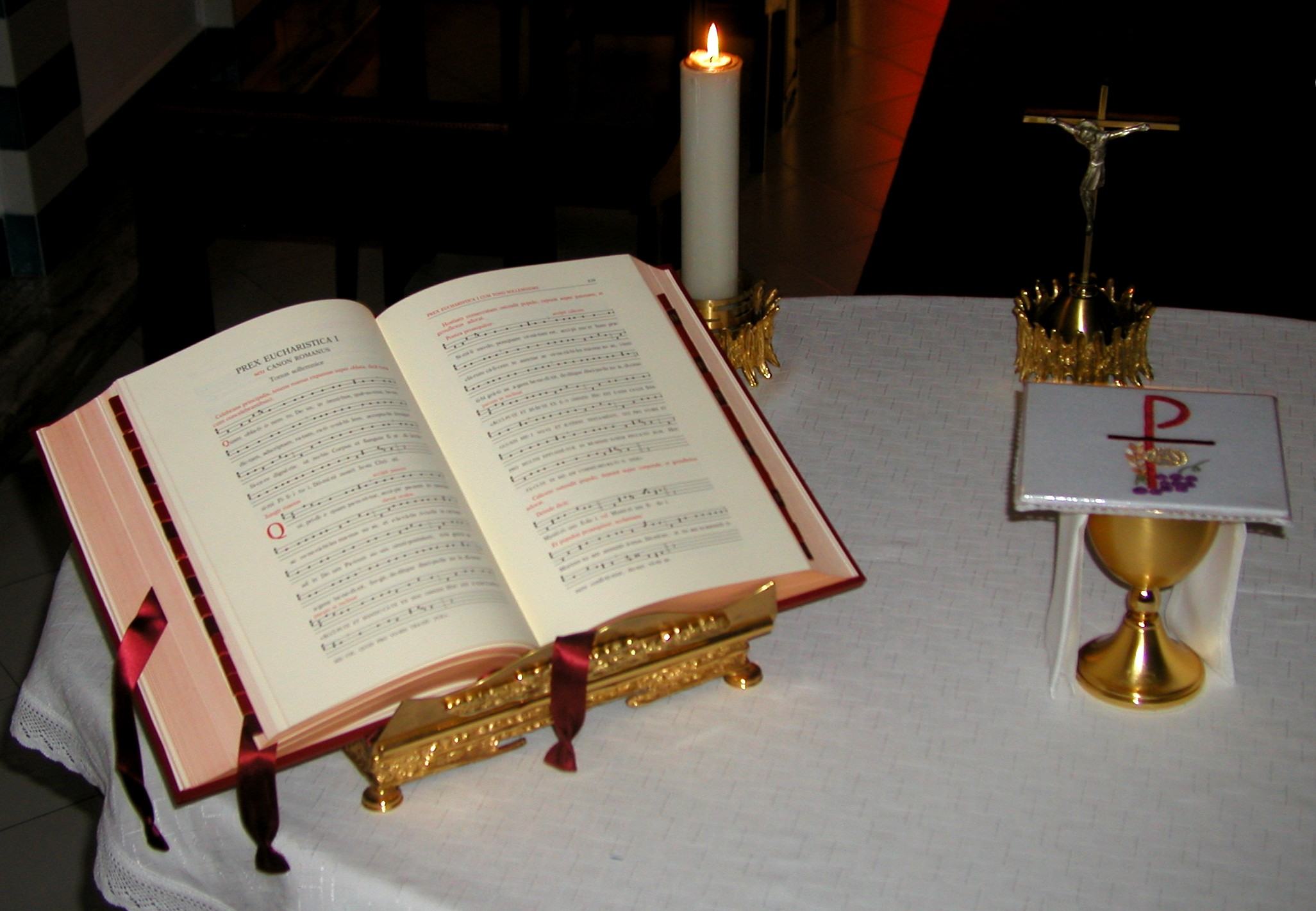
Missale Romanum

O Ordinário da Missa, nas liturgias católicas, refere-se à parte da missa ou das horas canônicas que é razoavelmente constante independentemente da data em que o serviço é realizado. Contrasta-se com a propriamente dita, que é aquela parte dessas liturgias que varia de acordo com a data, representando uma observância dentro do ano litúrgico, ou de um santo particular ou evento significativo, ou do comum que contém as partes que são comuns a toda uma categoria de santos, como apóstolos ou mártires.
O ordinário tanto da Eucaristia quanto das horas canônicas, no entanto, admite pequenas variações após as estações (como a omissão de "Aleluia" na Quaresma e sua adição na Páscoa). Estas duas são as únicas celebrações litúrgicas em que se faz uma distinção entre uma parte ordinária e outras partes. Não se faz na liturgia dos outros sacramentos ou das bênçãos e outros ritos.
Em conexão com a liturgia, o termo "ordinário" também pode se referir ao Tempo Comum – aquelas partes do ano litúrgico que não fazem parte do ciclo pascal de celebrações (Quaresma e Páscoa) nem do ciclo natalino (Advento e Natal), períodos que já foram conhecidos como "tempo após a Epifania do Senhor" e "tempo após o Pentecostes".
Além disso, o termo "liturgia ordinária" é usado para se referir a celebrações regulares da liturgia cristã, excluindo celebrações excepcionais.

## Missa
A Missa ordinária (em latim: Ordinarium Missae), ou as partes ordinarium da Missa, é o conjunto geralmente invariável de textos da Missa de acordo com ritos litúrgicos latinos, como o Rito Romano. Isso contrasta com os próprios (proprium) que são itens da Missa que mudam com a festa ou após o Ano Litúrgico. Ordinário da Missa pode referir-se às partes ordinarium da Missa ou à Ordem da Missa (que inclui as partes proprium).

### I.Kyrie
Kyrie eleison ("Senhor, tende misericórdia") é a primeira seção da missa ordinária.

### II.Gloria
Glória ("Glória a Deus nas alturas"). A Glória é reservada para missas de domingos, solenidades e festas, com exceção dos domingos dentro do tempo penitencial da Quaresma (ao qual, antes de 1970, eram adicionados os Dias de Brasa que ocorriam quatro vezes por ano, e o tempo pré-quaresmal que começava com a Septuagésima), e o tempo do Advento (quando é retido como preparação para o Natal). É omitido em missas durante a semana (chamadas férias) e memoriais, e em missas de réquiem e votivas, mas geralmente é usado também em missas rituais celebradas em ocasiões como a administração de outro sacramento, uma profissão religiosa ou a bênção de uma igreja.
Em 22 de maio de 2019, o Papa Francisco alterou parte do Glória na Itália, mudando de "Paz na Terra para pessoas de boa vontade" para "Paz na Terra para pessoas amadas por Deus". As mudanças, que foram aprovadas pela primeira vez pela Assembleia Geral da Conferência Episcopal da Itália, fazem parte da terceira edição do Missal Romano.
As mudanças, que foram aprovadas pela primeira vez pela Assembleia Geral da Conferência Episcopal da Itália, fazem parte da terceira edição do Missal Romano.

### III.Credo
Credo ("Eu creio em um só Deus"), ou o Credo Niceno, pode ser substituído pelo Credo dos Apóstolos durante a Quaresma e a Páscoa, mas alguns países receberam permissão para recitá-lo durante todo o ano litúrgico. O Credo é usado em todos os domingos e solenidades.

### IV.Sanctus
Sanctus ("Santo, Santo, Santo"), cuja segunda parte, começando com a palavra "Benedictus" ("Bem-aventurado é ele"), era muitas vezes cantada separadamente após a consagração, se o cenário fosse longo.

### V. Agnus Dei
Agnus Dei (ou Cordeiro de Deus) é uma expressão utilizada no cristianismo para se referir a Jesus Cristo, identificado como o salvador da humanidade, ao ter sido sacrificado em resgate pelo pecado original.

## Liturgia das Horas
A Liturgia das Horas, ou Ordinário das Horas Canônicas, consiste principalmente no saltério, um arranjo dos salmos distribuídos ao longo de uma semana ou um mês. Ao saltério são adicionados cânticos, hinos e outras orações.
Tradicionalmente, as horas canônicas eram entoadas pelo clero participante. Alguns textos das horas canônicas foram definidos para música polifônica, em particular, o Benedictus, o Magnificat e o Nunc dimittis.